# Herbert Eugene Bolton
Pour les articles homonymes, voir Bolton.
Herbert Eugene Bolton (20 juillet 1870 à Wilton – 30 janvier 1953 à Berkeley) est un historien américain qui fait autorité en matière d'histoire hispano-américaine. Il construisit ce que l'on nomme aujourd'hui la « théorie Bolton » concernant l'Histoire de l'Amérique et écrivit 94 ouvrages. Il fut l'élève de Frederick Jackson Turner. L'apogée de sa carrière se déroula à l'Université de Californie où il présida le département d'histoire pendant 22 années. Il fut également élu président de l'American Historical Association en 1932.

## Source
- John R. Durbin, In Memoriam Herbert E. Bolton, Université du Texas